# Домналл мак Аэда

Ирландия в середине IX — начале XI века

Домналл мак Аэда (Домналл мак Аэдо; др.‑ирл. Domnall mac Áeda; умер в 915) — король Айлеха (887—911) из рода Кенел Эогайн.

## Биография
Домналл был сыном правителя Айлеха и верховного короля Ирландии Аэда Финдлиата, скончавшегося в 879 году. Имя матери Домналла точно неизвестно. По предположению американского медиевиста Бенджамин Хадсон, ею могла быть Маэл Муйре, дочь короля Альбы Кеннета I. Также этот исследователь идентифицировал Домналла с королём Стратклайда Дональдом II, правившим в начале X века. Однако среди современных историков есть как сторонники, так и противники этого предположения.
Первое упоминание о Домналле мак Аэде в ирландских анналах датировано 863 годом. По свидетельству «Фрагментарных анналов Ирландии», в этом году Домналл убил короля Айртира Муйредаха мак Маэл Дуйна.
После смерти Мурхада мак Маэл Дуйна, в 887 году Домналл мак Аэда получил престол Айлеха. До 896 года он разделял власть над этим королевством с сыном своего предшественника Флатбертахом мак Мурхадо, а затем со своим единокровным братом Ниаллом Глундубом.
В 905 году между Домналлом мак Аэдой и его соправителем Ниаллом Глундубом произошёл серьёзный конфликт. Только вмешательство родственников предотвратило начало междоусобной войны между братьями. Окончательно мир между Домналлом и Ниаллом был достигнут в 908 году, когда они совершили совместный поход в Миде, во время которого сожгли религиозный центр этого королевства Тлахтгу
Фланн, сын Домналла, ещё при жизни отца назначенный наследником престола (др.‑ирл. Rig Domma), умер в 906 году. В 911 году Домналл, сделав Ниалла единовластным правителем королевства, удалился в один из ирландских монастырей. В нём он и скончался в 915 году.
Домналл мак Аэда от брака с неизвестной по имени супругой имел пять сыновей: Флатбертаха, Фергала, Доннхада, Конхобара и Фланна. Первые двое, также как и их отец, владели престолом Айлеха, Доннхад был убит в 928 году викингами, а Конхобар был отцом королей Флатбертаха, Тагда и Конна. По свидетельству «Анналов Ульстера», дочерью Домналла была неизвестная по имени супруга Уатмарана, сына короля Дублина и Йорка Ивара I.